# James Heckman
James Joseph Heckman (* 19. dubna 1944 Chicago) je americký ekonom, který v roce 2000 spolu s Danielem McFaddenem získal Cenu Švédské národní banky za rozvoj ekonomické vědy na památku Alfreda Nobela za „rozvoj teorie a metod analýzy selektivních vzorků“. Je profesorem ekonomie na Chicagské univerzitě. Je považován za jednoho z deseti nejvlivnějších ekonomů světa.